# Lomanoxoides bitubericollis
Lomanoxoides bitubericollis är en skalbaggsart som beskrevs av Schmidt 1909. Lomanoxoides bitubericollis ingår i släktet Lomanoxoides och familjen Aphodiidae. Inga underarter finns listade i Catalogue of Life.